# Bat-Otschiryn Bolortujaa
Bat-Otschiryn Bolortujaa (mongolisch Болортуяатай Бат-Очирын; * 15. Mai 1997 im Sum Bulgan, Chowd-Aimag) ist eine mongolische Ringerin. Sie gewann 2019 eine Bronzemedaille bei den Weltmeisterschaften in der Gewichtsklasse bis 55 kg Körpergewicht. 2021 errang sie bei den Olympischen Spielen in Tokio in der Gewichtsklasse bis 53 kg ebenfalls eine Bronzemedaille.

## Werdegang
Bat-Otschiryn Bolortujaa begann 2011 mit dem Ringen. Sie ist Mitglied des Vereins Jenko in Ulaanbaatar, wird von T. Süchbaatar und Bandsragtschiin Ojuunsüren trainiert und tritt seit 2020 in der Gewichtsklasse bis 53 kg Körpergewicht an (davor in der Klasse bis 55 kg).
Zu Beginn ihrer internationalen Ringer-Karriere nahm sie an den U23-Weltmeisterschaften 2017 in Bydgoszcz (Rang 10) und 2018 in Bukarest (Rang 5) teil. Bei den U23-Asienmeisterschaften 2019, die an ihrem Wohnort Ulaanbaatar ausgetragen wurden, belegte Bolortujaa Rang 3 in der Gewichtsklasse bis 55 kg.
2019 erzielte Bolortujaa bei den Weltmeisterschaften in Nur-Sultan mit dem Gewinn der Bronzemedaille in der Klasse bis 55 kg ihren ersten großen Erfolg im Seniorenbereich. Dabei siegte sie über die Inderin Lalita Sehrawat, verlor gegen die spätere Weltmeisterin Jacarra Winchester, besiegte in der Hoffnungsrunde die Kirgisin Madina Nadyrowa und im anschließenden Kampf um Bronze Bediha Gün aus der Türkei.
Beim olympischen Qualifikationsturnier im kasachischen Almaty konnte Bat-Otschiryn Bolortujaa im April 2021 den ersten Rang in der Gewichtsklasse bis 53 kg belegen. In der Folge vertrat sie im August desselben Jahres die Mongolei bei den Olympischen Spielen 2020 in Tokio in der Bantamgewichtsklasse der Frauen (bis 53 kg). Nach einem Schultersieg über Rckaela Aquino aus Guam und dem Gewinn des Kampfes gegen Luisa Valverde, Ecuador, unterlag Bolortujaa im Halbfinale der Japanerin Mayu Mukaida. Den Kampf um Bronze gegen Joseph Essombe aus Kamerun konnte sie für sich entscheiden und gewann damit ihre erste olympische Medaille.
Bei den Weltmeisterschaften 2021 in Oslo, die zwei Monate nach den Olympischen Spielen stattfanden, verlor Bolortujaa ihren ersten Kampf, schied damit aus und belegte Rang 11 in der Klasse bis 53 kg Körpergewicht.
2022 errang Bolortujaa Siege bei den internationalen Wettkämpfen „Iwan Jarygin“-Grand-Prix, „Yaşar Doğu“-Turnier und „Bolat Turlychanow“-Cup, jeweils in der 53-kg-Klasse.
Die Asienmeisterschaften 2023 konnte Bolortujaa mit dem Gewinn einer Bronzemedaille beenden. In der Gewichtsklasse bis 53 kg folgte nach einem Sieg über die Koreanerin Oh Hyun-young eine Niederlage im Halbfinale gegen die Japanerin Akari Fujinami. Den Kampf um Platz drei konnte sie gegen Hsieh Meng-hsuan erfolgreich gestalten.